# Imposter-Phänomen
Das Imposter-Phänomen, teilweise auch Impostor-Syndrom, Hochstapler-Phänomen oder Hochstapler-Syndrom genannt, ist ein psychologisches Phänomen, bei dem Betroffene an massiven Selbstzweifeln hinsichtlich eigener Fähigkeiten, Leistungen und Erfolge leiden und glauben, dass sie anderen vorgemacht haben, sie seien kompetenter, als sie es tatsächlich sind – obwohl es eindeutige Beweise für ihre Kompetenz gibt.
Trotz offensichtlicher Beweise für ihre Fähigkeiten sind Betroffene davon überzeugt, dass sie sich ihren Erfolg erschlichen und diesen nicht verdient haben. Personen, die vom Imposter-Phänomen betroffen sind, erklären ihre Leistungen, die von Mitmenschen als Erfolge angesehen werden, durch Glück, Zufall oder sehen sie als überschätzt an. Betroffene fühlen sich durch diese erlebten Selbstzweifel wie Hochstapler und haben Angst als solche entlarvt zu werden.
Für das Imposter-Phänomen gibt es in der Forschung verschiedene Definitionen, was eine einheitliche Erfassung erschwert. Das Imposter-Phänomen betrifft verstärkt Frauen und (ethnische) Minderheiten, außerdem gibt es Zusammenhänge mit verschiedenen Persönlichkeitseigenschaften (z. B. Selbstwert oder Perfektionismus). Das Imposter-Phänomen wirkt sich auf das (psychische) Wohlbefinden von Betroffenen aus. Beratungsangebote und Selbsthilfegruppen können zu einem besseren Umgang damit führen.

## Hintergrund
Das Imposter-Phänomen (original: impostor phenomenon) wurde erstmals 1978 von Pauline R. Clance und Suzanne A. Imes bei erfolgreichen Frauen beschrieben. Jedoch ist es kein Phänomen, das nur Frauen trifft: Das Impostor-Phänomen wurde für alle Geschlechter und für verschiedene Kontexte gezeigt (z. B. bei Studierenden).
Häufig entsteht das Gefühl in Leistungskontexten (z. B. bei der Arbeit) durch eine Diskrepanz zwischen zwei Wahrnehmungen: (1) wie man die eigene Leistung einschätzt (Eigenwahrnehmung) und (2) wie man glaubt, dass andere die eigene Leistung sehen (Fremdwahrnehmung). Je größer diese Diskrepanz, desto stärker können die Imposter-Gedanken werden. In der Forschung wird dabei diskutiert, ob es sich um ein vorübergehendes Gefühl (State) oder eine dauerhafte Eigenschaft (Trait) handelt. Beide Aspekte wirken wahrscheinlich zusammen – abhängig von der Situation, den Auslösern und der Persönlichkeit.

## Erfassung
Das Imposter-Phänomen wird nicht als offizielle Diagnose anerkannt, sondern als eine psychologische Erfahrung verstanden, die viele Menschen in unterschiedlichem Ausmaß machen. Laut einer Übersichtsarbeit von Mak et al. (2019) gibt es jedoch mehrere Messinstrumente, um das Phänomen zu erfassen. Ein zentrales Problem bei der Erfassung ist die uneinheitliche Definition und die Frage, ob es als State, Trait oder Kombination beider Aspekte betrachtet werden sollte. Mak et al. betonen, dass einheitliche Messmethoden nötig sind, um eine präzisere Abgrenzung zu ermöglichen.

## Verbreitung
Eine Übersichtsarbeit aus 2020 zeigt, dass zwischen 9 % und 82 % der Menschen das Imposter-Phänomen erleben. Die im Abschnitt Erfassung beschriebenen Probleme beim Feststellen des Phänomens erklären, warum die Angaben variieren. Das Imposter-Phänomen kommt häufiger, aber nicht nur bei Frauen vor. Minderheiten erleben das Imposter-Phänomen häufiger, zum Beispiel Menschen mit einem Migrationshintergrund in den USA. Forschende haben auch untersucht, wie sich das Imposter-Phänomen im Laufe des Lebens verändert. Der Forschungsstand dazu ist allerdings uneindeutig.

## Zusammenhänge mit Persönlichkeitsmerkmalen, Attributionsstil und zwischenmenschlichen Faktoren
Das Imposter-Phänomen steht im Zusammenhang mit verschiedenen Persönlichkeitseigenschaften. Bei Neurotizismus kommt es eher zum Erleben vom Imposter-Phänomen, während es bei Personen mit höherer Gewissenhaftigkeit und Extraversion eher seltener vorkommt. Hoher Selbstwert und Selbstwirksamkeit kommen eher mit niedrigem Imposter-Phänomen vor. Dagegen sind Perfektionismus und Narzissmus mit stärkerem Imposter-Erleben assoziiert.
In der Forschung werden verschiedene Ansätze zur Erklärung des Imposter-Phänomens diskutiert. Es fehlen noch eindeutige Ergebnisse, aber häufig wird der Attributionsstil als Erklärung genutzt. Personen mit Imposter-Phänomen erklären Erfolge und Leistung eher mit Gründen, die außerhalb der eigenen Person liegen, wie Glück, Zufall oder Leichtigkeit der Aufgabe (externale Attribution). Dem gegenübersteht die internale Attribution, d. h. die Erklärung mit Gründen innerhalb der eigenen Person liegend (z. B. eigene Fähigkeiten oder Anstrengung).
Auch zwischenmenschliche Faktoren wie die soziale Integration und Unterstützung können das Erleben des Imposter-Phänomens verändern. So wird vermutet, dass Personen, die sich wenig einbezogen fühlen (bspw. dadurch, dass sie in ihrem Umfeld keine Menschen mit ähnlichem Aussehen oder Eigenschaften sehen) eher von dem Imposter Phänomen betroffen sind. Eine weitere Studie konnte zeigen, dass soziale Unterstützung das Imposter Phänomen und die damit verbundenen negativen Auswirkungen abmildern kann.

## Mögliche Auswirkungen
Betroffene berichten oft, dass sie sich emotional erschöpft fühlen und mehr Stress und Druck empfinden. Das Imposter-Phänomen zeigt sich häufig bei Personen mit Burnout, Ängsten und Depressionen. Betroffene sind oft weniger zufrieden in ihrem Job. Das Imposter-Phänomen kann dazu beitragen, dass Mitarbeitende öfter fehlen oder ihren Arbeitsplatz wechseln.

## Umgang
Es gibt verschiedene Möglichkeiten mit dem Imposter-Phänomen umzugehen. Am wirksamsten sind Beratungsangebote und der Erfahrungsaustausch mit anderen Betroffenen. Diese fördern zum einen das Wissen, indem Bewältigungsstrategien vermittelt werden, und zum anderen das Bewusstsein über das erlebte Gefühl. Durch den Gruppenkontext wird ein Verbundenheits- bzw. Zugehörigkeitsgefühl erzeugt. Dadurch fühlen sich Betroffene weniger isoliert.